# イースト・グリンステッド
イースト・グリンステッド（英: East Grinstead）は、イングランドのサリー州、ケント州、イースト・サセックス州の境界と近接するウェスト・サセックス州の東北部に位置するタウン (Town) かつ行政教区 (Civil Parish)。ロンドンより43km南に位置し、ブライトンより34km北に位置する。人口は23,942人。

## 出身人物
- ライト・セッド・フレッド - 音楽バンド

## 姉妹都市
- ブール＝ド＝ペアージュ（英語版） （フランス）
- ヴェルバーニア （イタリア）
- ミンデルハイム（英語版） （ドイツ）
- サント・フェリウ・デ・フイソルス（英語版） （スペイン）
- シュヴァーツ（英語版） （オーストリア）